# Pseudomertensia
Pseudomertensia es un género de plantas con flores perteneciente a la familia Boraginaceae. Comprende 19 especies descritas y de estas solo 7 aceptadas.

## Descripción
Son hierbas perennes con hojas alternas. Flores ebracteadas, en racimos terminales, simples, de color azul o azul-púrpura o tonos de él. Corola con 5  lóbulos; el tubo es igual o mucho más largo que el cáliz. Núculas 4, con quilla ventral.

## Taxonomía
El género fue descrito por Harald Udo von Riedl y publicado en Flora Iranica : Flora des Iranischen Hochlandes und der Umrahmenden Gebirge : Persien, Afghanistan, Teile von West-Pakistan, Nord-Iraq, (cont) 48: 58. 1967.

## Especies aceptadas
A continuación se brinda un listado de las especies del género Pseudomertensia aceptadas hasta septiembre de 2013, ordenadas alfabéticamente. Para cada una se indica el nombre binomial seguido del autor, abreviado según las convenciones y usos.
- Pseudomertensia efornicata (Rech. f. & Riedl) Riedl
- Pseudomertensia elongata (Decne.) Riedl
- Pseudomertensia moltkioides (Royle ex Benth.) Kazmi
- Pseudomertensia nemorosa (A. DC.) Stewart & Kazmi
- Pseudomertensia parviflorum (Decne.) Riedl
- Pseudomertensia rosulata Ovcz. & Czuk.
- Pseudomertensia sericophylla (Riedl) Y.J. Nasir